# 狄奧多羅公國
狄奧多羅公國（希臘語：Αὐθεντία πόλεως Θεοδωροῦς καὶ παραθαλασσίας），又稱哥西亞（希臘語：Γοτθία）或狄奧多羅-曼古普公國，是一个曾經存在於克里米亞南部的希臘人政权，主要在克里米亞山脈的山腳下。 它代表了東羅馬帝國的最後一個殘存國家和克里米亞哥特人的最後遺留領土，直到1475年被鄂圖曼帝國的鄂圖曼阿爾巴尼亞人盖迪克·艾哈迈德帕夏征服。它的首都是多羅斯（Doros），有時也稱為狄奧多羅，現在叫曼古普。該國與特拉比松帝國密切相关。

## 歷史
12世紀末，克里米亞半島脫離了拜占庭帝國，但在1204年君士坦丁堡被洗劫後不久，其中的一部分被納入了特拉比松帝國的「加扎里亞佩拉提亞」（Gazarian Perateia）。 這個從屬關係從來都不是很強，最後被入侵的蒙古人所取代， 蒙古人在1238年涌入半島，占領了它的東部，並要包括哥西亞在內的西半部進貢。 但是除了納貢之外，他們的影響力還是有限的，行政事務掌握在當地人手中。 
哥西亞公國於14世紀初首度被提及，最早記載是出自後拜占庭歷史學家狄奧多·斯潘杜内斯，他記載了在安德洛尼卡三世 (1328-1341) 統治年間存在著“哥西亞大公”。進一步的記錄在整個14世紀持續出現，一些學者指出“德米特里”，藍水之戰（约 1362/1363 年）中的三個韃靼王公之一，就是一個哥西亞大公。在這種情况下，這個名字可能是原名叫Khuitani（見下文）的曼古普韃靼領主受洗後的名子。名稱“狄奧多羅”（ Θεοδωραω的訛變形式）第一次出現在希臘銘文中，也可追溯到大約1361/1362年，然後又在1374年的熱那亞文件中稱為“Theodoro Mangop”。  A. Mercati 提出該形式是希臘複數Theodoroi 「眾狄奧多」 的訛變，所指的就是兩位聖狄奧多，狄奧多·斯特拉特斯（Theodore Stratelates）和狄奧多·提爾（Theodore Tiro） ，但N. Bănescu提供了另一個解釋，即它演變自希臘語名稱 τὸ Δόρος（前往多羅斯）或 τὸ Δόρυ（前往 Dory），源自當地中世纪早期名稱。不管它的出處如何，這個名字一直存在：到了1420年代，大公的官方頭銜為“狄奧多羅城和海洋地區的領主”（  ), 雖然通俗而言它的居民稱之為 Θεοδωρίτσι ( Theodoritsi, '小狄奧多羅')。 
1395年，军阀帖木兒入侵克里米亞半島，摧毁了哥西亞首府狄奧多羅等一眾城鎮。 在他1404年去世後，哥西亞受惠於热那亚不稳定，無暇於黑海殖民地，以及克里米亞汗國崛起，發展成黑海最重要的力量之一。1432年，由於威尼斯承諾哥西亞出海口，哥西亞站在威尼斯一邊對抗熱那亞。 

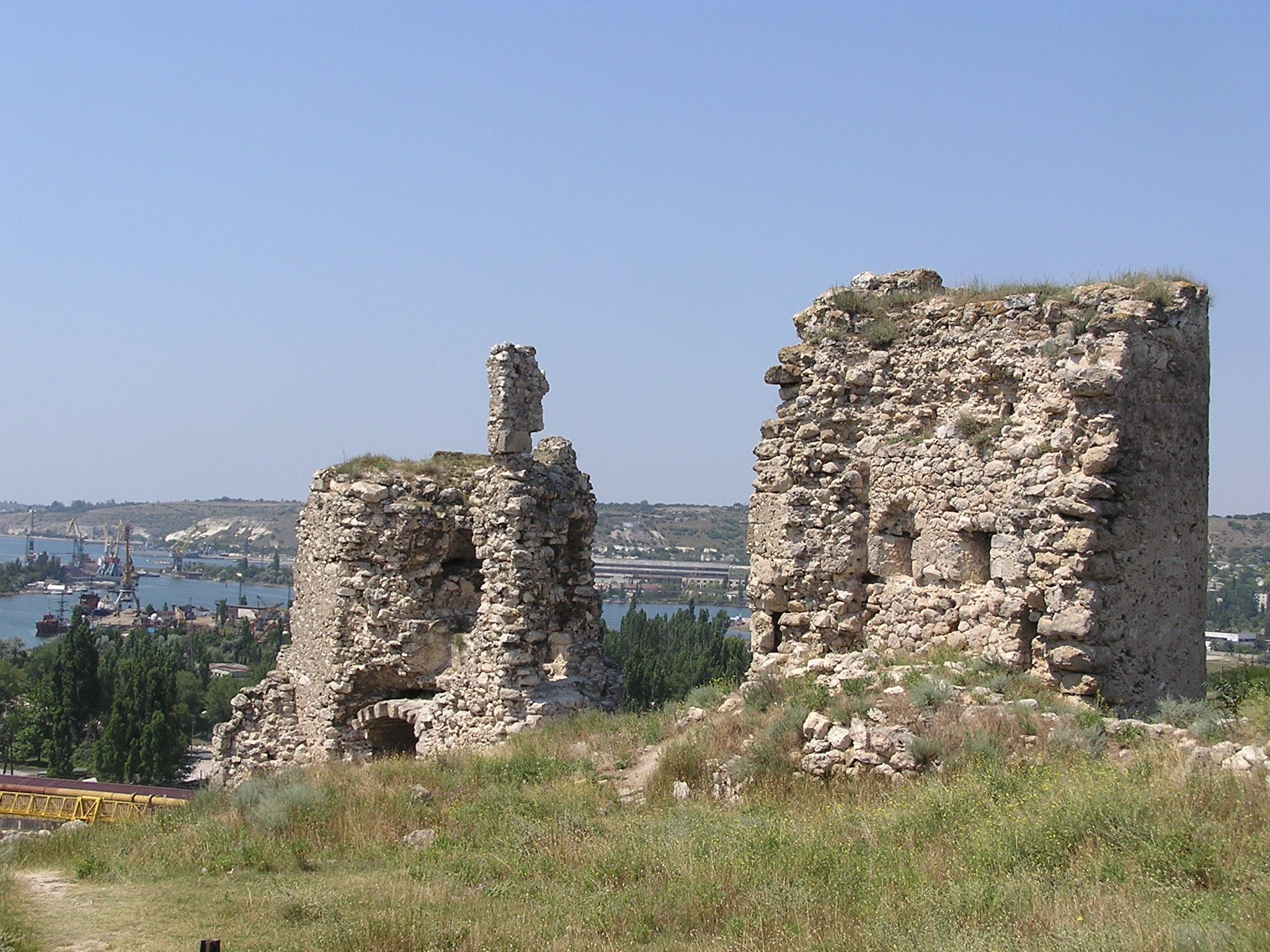
卡拉米塔堡垒

公國與北方的欽察汗國保持和平關係，每年作為附庸進貢，但與南部的热那亚加扎里亚殖民地在出海口和通过克里米亞港口的貿易方面衝突不斷。從西部的扬博利（今巴拉克拉瓦）到東部的奥尔斯顿（今阿盧什塔）的一小片沿海土地原屬公國，但很快落入熱那亞人的控制之下。當地希臘人稱這個地區為Parathalassia（希臘語：Παραθαλασσια，“海濱”），而在熱那亞统治下，它被稱為哥西亞的船长。失去了南部海岸的港口後，狄奧多羅人在乔尔纳亚河河口建造了一個名為Avlita的新港口，並興建卡拉馬塔堡壘（今因克爾曼）防衛著它。

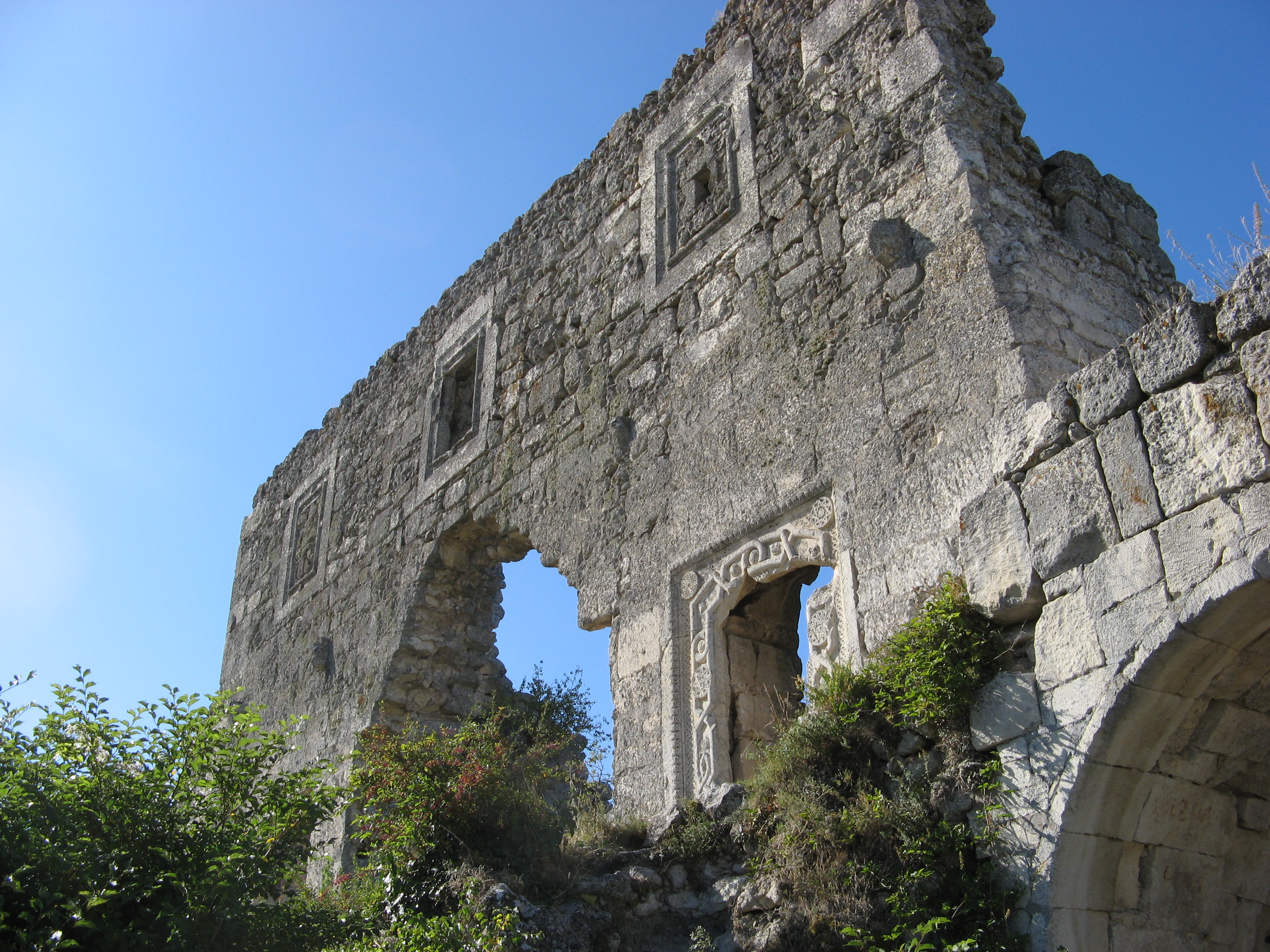
曼古普堡壘主樓

1474 年，卡法人似乎處於叛亂的邊緣。當年的官方文件描述了對哥特人地主和農民造成的傷害，或者在邊境地區阿盧什塔和塞姆巴洛有建築物被燒毁。當時的大公艾薩克（意大利文件稱他為 Saichus 或 Saicus ，而俄文則稱他為 Isaiko）向热那亚人提出正式投訴，擔心與卡法發生戰爭。  1475年6月6日，鄂圖曼阿爾巴尼亞指揮官Gedik Ahmet Pasha在五天時間圍攻並征服了卡法。
曼古普之圍始於9月的某個時間。大公有三百個瓦拉幾亞人在防御中战斗。根據瓦西里耶夫所說，這座城市在圍攻期間受到五次大攻勢。最终，狄奧多羅的糧食供應被封鎖，人們開始陷入饑荒。  1475年12月末，曼古普向鄂圖曼人投降，條件是放過大公、人民和他們的財產。 雖然克里米亞其餘大部分地區仍然是克里米亞汗國--現在是鄂圖曼附庸--的一部分，但前狄奧多羅和克里米亞南部的土地由高門直接管理。根据鄂圖曼歷史學家阿沙克·帕夏札德，在曼古普投降後，鄂圖曼人对待它的方式与对待卡法的方式相同。鄂圖曼人将城市的首领带到君士坦丁堡，在那里他们被处决。他们的财宝被交给了苏丹，而他们的妻子和女儿则作为礼物送给了苏丹的官员。 城市投降后，其中一座教堂被改建为清真寺，在那里为苏丹祈祷。 根据鄂圖曼编年史家的记载，“异教徒的家变成了伊斯兰教的家”。 
随着曼古普陷落，狄奧多羅公國不復存在，隨之而去的是羅馬帝國的最後殘餘，自公元前753年傳說羅馬建國以來，歷時近2,228年的羅馬文明。

## 狄奧多羅大公

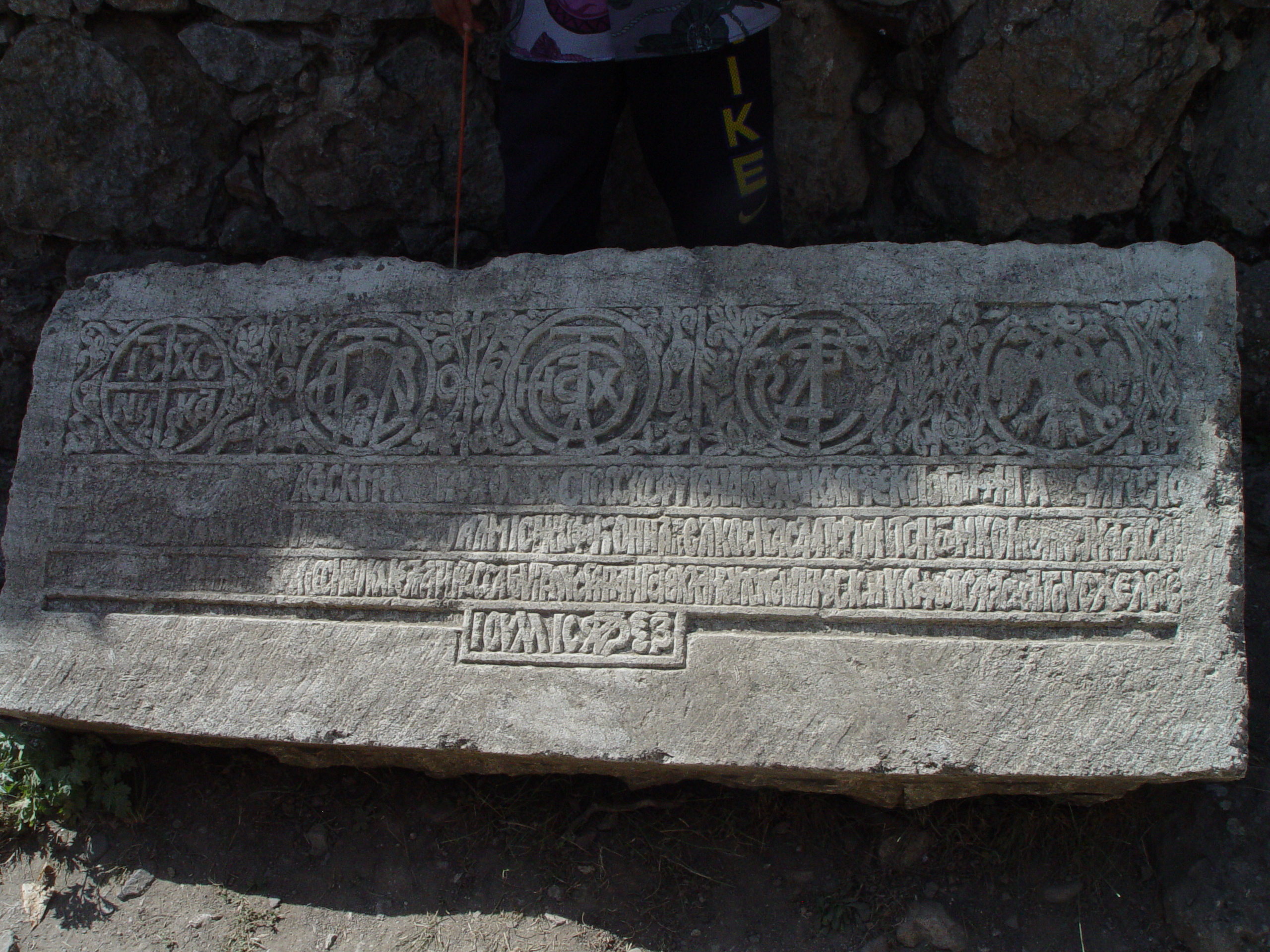
福纳要塞的公国石刻

歷史學家亚历山大·瓦西里耶夫将第一任大公确定为德米特里奥斯（Demetrios），在约1362/3年參與了藍水之戰 。根据瓦西里耶夫，他可能與百夫長Khuitani是同一個人，他在曼古普的城牆上豎立了石碑，提到“狄奧多羅”這個名字。 

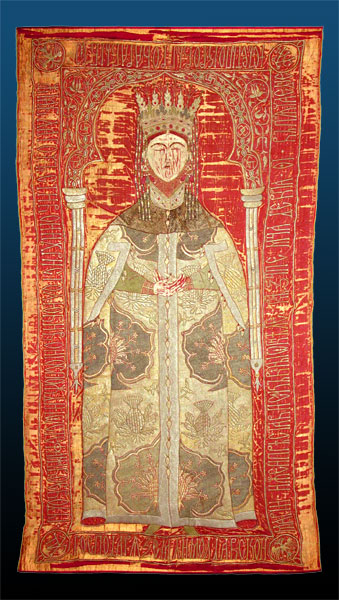
曼古普的瑪麗亞——以撒大公的妹妹——的裹尸布

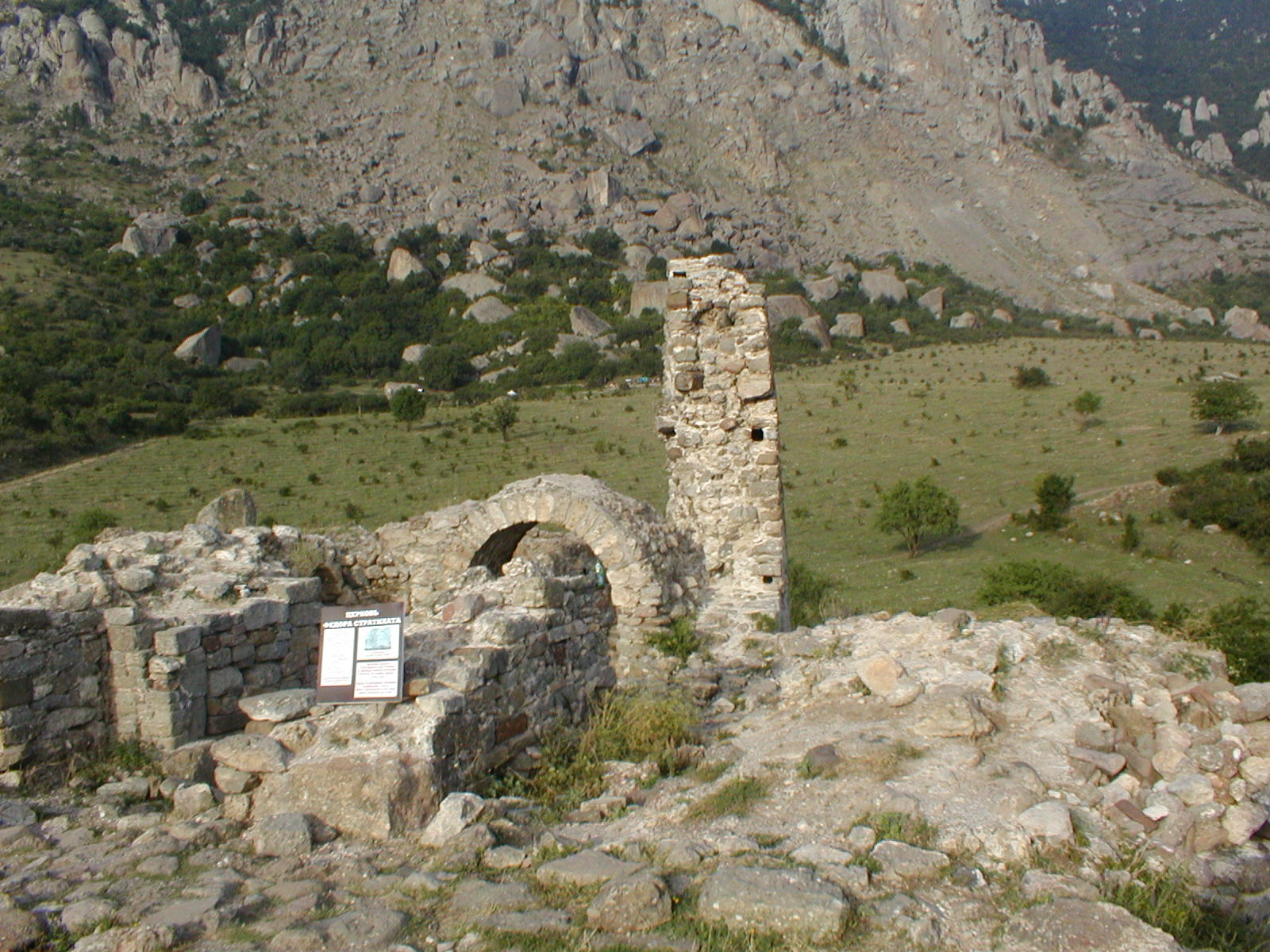
福纳要塞

德米特里奥斯以後的大公們僅能藉俄國文獻而為人所知。希臘人王朝加布拉斯（Gabras）的一個分支統治著狄奧多羅，并且通常被学者们认定为俄罗斯文獻上的“Khovra”家族。斯蒂芬大公（“Stepan Vasilyevich Khovra”）於1391年或1402年帶同兒子格雷戈里一起移居莫斯科。他的父名暗示他有一位名叫巴西爾的父親，他可能是他之前的大公（而且還可能是德米特里奥斯的儿子）。斯蒂芬和格列高利成为僧侣，格列高利后来在莫斯科建立了西蒙诺夫修道院。俄羅斯的兩個貴族霍夫林（Khovrin）和戈洛溫（Golovin）宣稱是他們的後裔。在哥西亞，斯蒂芬由另一個兒子亞歷克修斯一世繼位，他一直统治到1444-45或1447年去世。亞歷克修斯的繼承人是他的長子約翰，他娶了玛丽亚·阿萨尼娜，這個女人擁有拜占庭帝國的巴列奥略王朝以及阿森和赞普拉孔的贵族血统。这对夫妇有一个儿子，也叫亞歷克修斯，他於大約1446/7年英年早逝，可能在特拉比松。他的墓志铭，题为“致大公之子”（τῷ Αὐθεντοπούλῳ），由约翰·尤金尼科斯所注，提供了有关该家族的独特家谱数据。 约翰的统治似乎很短，或者他可能根本就没有统治——A. Vasiliev 推测，阿莱克修斯一世一死，他就离开哥西亞前往特拉比松 ——所以阿莱克修斯一世的另一个儿子，奧魯貝（Olubei），在約1447年继任大公， 并统治到約1458年。亚历克修斯一世的女儿，哥提亞的瑪麗亞，于1426年成为最后一位特拉比松皇帝大衛的第一任妻子。
在約1458年之後奧魯貝就沒有再被提及 ，有一段時間没有大公的名字留傳下來；热那亚文献只提到“狄奧多羅的領主和他的兄弟們”（dominus Tedori et fratres ejus）。在1465年，以撒大公被記載，他可能是奧魯貝的儿子，因此可能早於約1458年登位。面对日益严重的鄂圖曼威脅，他在卡法与热那亚人「和解」，并将他的妹妹玛丽亚·阿萨尼娜·帕莱奥洛吉娜嫁给了摩達維亞的统治者斯特凡大帝。然而，他在晚年越來越親鄂圖曼的立場導致1475年他的兄弟亞歷山大在斯特凡的支持下將他推翻。但要拯救狄奧多羅為時已晚：1475年12月，在征服克里米亞海岸的其他基督教據點後，鄂圖曼人在圍攻了三個月後占領了這座城市。亞歷山大大公和他的家人被俘虏到君士坦丁堡，他在那裡被斬首。他的兒子被迫皈依伊斯蘭教，他的妻子和女兒成为蘇丹後宮的一部分。

## 文化

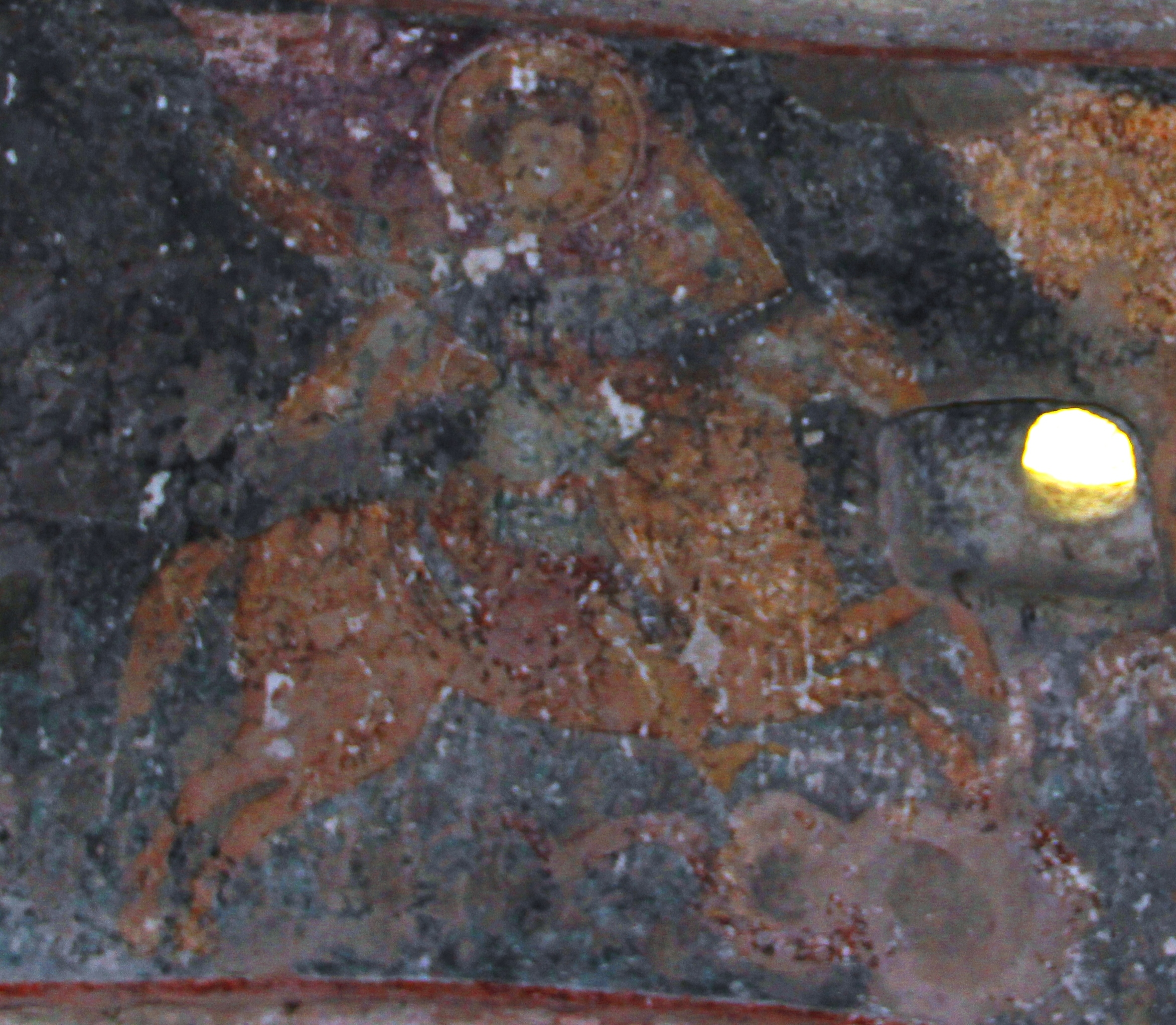
埃斯基克门洞穴的壁畫描繪圣乔治屠龍（13至14世纪）

哥西亞混集了希臘人、克里米亚哥特人、阿兰人、切尔克斯人、保加尔人、库曼人、欽察人和其他民族人口，大多数人信奉东正教和受到希臘化。公国的官方语言是希腊语。
在哥西亞可以追溯到各種文化影響：它的建筑和基督教壁畫基本上是拜占庭式的，儘管有些堡壘也表現出本土和熱那亞的特色。在當地發現的有铭文大理石板裝飾匯聚了拜占庭、意大利和韃靼的元素。
1901年，曼古普市發現了一塊希臘語銘文。銘文顯示，1503年，即被土耳其人征服近30年後，曼古普的居民仍然講希臘語。這座城市由一位土耳其人總督掌管。在接下來的幾年裡，這座城市發現到許多在鄂圖曼帝國征服之前所作的希臘語銘文。
因克爾曼市也發現到希臘語銘文。
在曼古普出土的拜占庭青銅砝碼提供了當地居民遵循帝國稱重系統的證據。
1475年土耳其人征服後，土耳其人保留了希臘人的宗教和宗教機構，以及希臘人的教會組織。

## 參閱
- 摩里亞專制國
- 君士坦丁堡的陷落

## 資料來源
- Albrecht, Stefan. Stefan Albrecht; Michael Herdick , 编. . Schnell & Steiner. 2013. ISBN 978-3-7954-2768-9 （德语）. Editors list列表缺少|last2= (帮助)
- Beyer, Hans-Veit.   [History of the Crimean Goths as an interpretation of the Tale of Matthew on the city of Theodoro]. Yekaterinburg: Ural University Press. 2001. ISBN 5-7525-0928-9 （俄语）.
- Bryer, Anthony M. . University of Birmingham Historical Journal (Birmingham). 1970, XII: 164–187.
- Pritsak, Omeljan. : Alexander Kazhdan. Editors list列表中的|first1=缺少|last1= (帮助); 缺少或|title=为空 (帮助)
- Vasiliev, Alexander A. . Cambridge, MA: The Mediaeval Academy of America. 1936.
- Vasilyev, A. V.; Avtushenko, M. N.   [The riddle of the principality of Theodoro]. Sevastopol: Bibleks. 2006. ISBN 9789668231643 （俄语）.
- Fadeyeva, Tatiana M.; Shaposhnikov, Aleksandr K.   [The Principality of Theodoro and its princes]. Simferopol: Biznes-Inform. 2005. ISBN 9789666480616 （俄语）.
- Karpov, Sergei P. Sigfried J. de Laet , 编. . Routledge. 1996: 672–676.
- Khvalkov, Evgeny. . Routledge. August 2017  [2022-06-01]. ISBN 978-1138081604. （原始内容存档于2022-06-01）.
- Kołodziejczyk, Dariusz. . Leiden: Brill. 2011  [2016-02-10]. ISBN 9789004191907. （原始内容存档于2017-06-30）.

## 外部連結
- 西奥多罗公国简史 (Mangup) ENG
- ISOPE。黑海北部古代铭文 （页面存档备份，存于）（还有西奥多罗的铭文）

## 延伸閱讀
- Androuidis, Pascal (2017)： “Présence de l'aigle bicéphale en Trebizonde et dans la principauté grecque de Théodoro en Crimée (XIVe-XVe siècles” （页面存档备份，存于）

44°35′N 33°48′E / 44.583°N 33.800°E